# Artistique-Europameisterschaft 1955

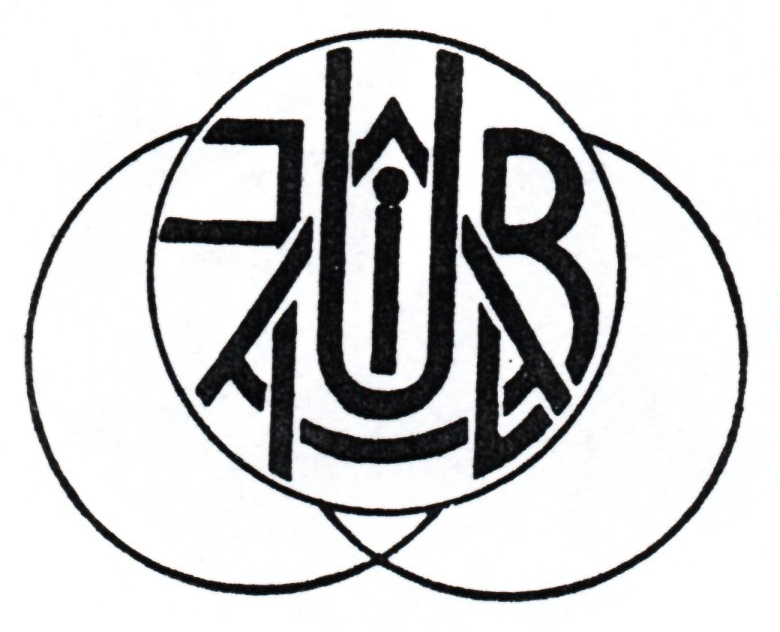
Logo UIFAB (ausrichtender Verband)

Veranstaltungsort: Paris

Die Billard-Artistique-Europameisterschaft 1955 war das neunte Turnier in dieser Disziplin des Karambolagebillards und fand vom 16. Juni bis zum 19. Juni 1955 in Paris statt.

## Modus
Gespielt wurden 64 verschiedene Figuren mit verschiedenen Punktewertungen. Jeder Teilnehmer hatte pro Figur vier Versuche. Die maximale Punktzahl betrug 500 Punkte.

Gewertet wurde wie folgt:
1. Punkte = Erzielte Punkte
2. Versuche = Anzahl der gespielten Versuche
3. gelöste Figuren = gelöste Figuren
4. HS = Punkte der nacheinander gelösten Figuren
5. % = Prozentual gelöste Figuren

## Abschlusstabelle
| Platz                        | Name                     | Punkte | Versuche | gel. Figuren | HS | %       |
| ---------------------------- | ------------------------ | ------ | -------- | ------------ | -- | ------- |
| 1                            | Raymond Steylaerts       | 270    | 190      | 37           | 59 | 54,00 % |
| 2                            | Joaquín Domingo          | 258    | 196      | 35           | 30 | 51,60 % |
| 3                            | Francisco Munte          | 199    | 204      | 29           |    | 39,80 % |
| 4                            | Roger de Becker          | 199    | 205      | 28           |    | 39,80 % |
| 5                            | Richard Kron             | 193    | 207      | 28           |    | 38,60 % |
| 6                            | Juan Ruiz-Guarner        | 190    | 206      | 28           |    | 38,00 % |
| 7                            | Guy Lachmann             | 186    | 217      | 27           |    | 37,20 % |
| 8                            | Piet Kruythof            | 166    | 216      | 25           |    | 33,20 % |
| 9                            | Maurice van de Kerckhove | 153    | 218      | 23           |    | 30,60 % |
| 10                           | Raymond Jublot           | 135    | 221      | 21           |    | 27,00 % |
| Turnierdurchschnitt: 39,98 % |                          |        |          |              |    |         |